# Elsa van Hagendoren
Elsa van Hagendoren ou Else Oosterlinck-van Hagendoren (née le 4 décembre 1904 à Gembloux) est une illustratrice et écrivaine belge. Elle illustre des livres pour enfants, des magazines, des affiches, des couvertures, des manuels et des romans. Ses sujets vont des voyages de découverte en Afrique (Penge, le Pygmée) à des histoires sur la nature (La Bruyère, La Forêt, La Prairie).
Elle a utilisé différentes techniques dans ses illustrations telles que la plume et l'encre et les lithographies.

## Biographie
Elsa van Hagendoren est née à Gembloux le 4 décembre 1904,.
De 1919 à 1921, elle vit avec ses parents en Colombie et commence sa première formation en dessin à l'académie (Escuela de Bellas Artes, Universidad Nacional) de Bogota. Plus tard, elle termine ses études à l'Académie royale des Beaux-Arts et à l'Institut Supérieur des Beaux-Arts d'Anvers, où elle est influencée, entre autres, par son professeur Gustave van de Woestyne,.
Après ses études, elle entre en contact avec un certain nombre d'éditeurs, dont la librairie hollandaise het Getij à Mortsel, dirigée par l'expert littéraire néerlandais Herman Oosterwijk (1902-1960), qu'elle épouse plus tard, et la maison d'édition De Sikkel à Anvers. Celles-ci lui permettent de développer son talent d'illustratrice dans de nombreux livres.
Elle est surtout connue pour son travail d'illustratrice mais a également écrit ses propres récits, soit une dizaine de livres pour enfants dont quatre ont été récompensés. Dans Twee jaar in de Andes et Jeugdherinneringen uit Zuid-Amerika, elle raconte son enfance en Amérique du Sud (sous le nom d'auteur Else Oosterwijk-van Hagendoren).
Elsa van Hagendoren est membre de l'Association flamande de littérature.
En 1940, elle participe à l'exposition Aspekten der hedendasgsche tekenkunst et grafiek (Aspects du dessin et du graphisme contemporain dessin).

## Récompenses
En 1953, les livres De beek et De weide ont reçu le prix de la province d'Anvers pour les meilleurs livres pour enfants.
En 1971, Kraterland reçoit le prix « livre méritoire pour la jeunesse » de la députation permanente d'Anvers.

## Publications

### Comme auteure
- De aap en het parelhoen, 1933
- De beek, 1953
- Het bos, 1950
- Diep in het woud, 1956
- Faasje en Liesje, 1957
- De Heide, 1958
- Kraterland, 1970
- Puutli, 1962
- Het roode vosje, 1933
- Het schoone konijn, 1933
- Twee jaar in de Andes: jeugdherinneringen uit Zuid-Amerika, 1943
- Voor mijn kleine kinders: drie vertelsels
- De weide, 1953

### Comme illustratrice
- Loden Baekelmans, Jan, 1934
- Hendrik Baelen, Een tooverland : een nieuw sprookje, 1931
- Claudine Bienfait, Ali Baba en de veertig rovers, gevolgd door : Het tooverpaard
- Frank Blauwers, Maya, maya, 1965
- Frank Blauwers, De tempel van Huanapec, 1964
- K. Bouter, De avonturen van Suske Van Schil op de Glazen Toverberg, 1949
- K. Bouter, De gelaarsde kat, 1929
- K. Bouter, Rikske de wandelaar die zevenhonderd jaar oud werd
- K. Bouter, Roodkapje, 1945
- K. Bouter, De trouwe Johannes, 1927
- Maurice Carême, Bloemenland, 1938
- Hilda Casteels, Blond meisje ontdekt Afrika, 1951
- Hilda Casteels, Loes, Lies en Liesbeth, 1955
- Albert Coene, Les aventures de Daniël Mitemps: homme-orchestre, 1931
- Albert Coene, Le chat botté
- Albert Coene, Le petit chaperon rouge
- Henrik Conscience ; N. Daman, De Leeuw van Vlaanderen, 1939
- E.J. Cornette, Ontdekking van Kongo, 1951
- Jo Crab, Pietje, het schaapherdertje, 1953
- Victor De Meyere, De drie veeren van vogel Veen en andere vertelsels, 1927
- Victor De Meyere, Van den gouden vogel die spreken kon en andere vertelsels, 1927
- Eugeen De Ridder, Het geschenk van kabouter Pinnemuts, 1927
- Eugeen De Ridder, Hinkepink, 1927
- Eugeen De Ridder, Kobe Knorrepot, 1927
- Eugeen De Ridder, Meiprinsesje, 1927
- Eugeen De Ridder, Prinses Boschdoktertje, 1930
- Eugeen De Ridder, De slokkerige beuk, 1927
- Eugeen De Ridder, Van Stoffel, 1927
- Eugeen De Ridder, Zuurtje, 1927
- Omer De Wit, Eldorado, 1965
- Omer De Wit, Hazehartje, 1964
- Johan Elsing, Het kruipend gebroed, 1954
- Johan Elsing, Parade in de tropen, 1948
- J.M. Elsing,Tembo-Tembo, de olifanten : roman uit de Afrikaanse djungel, 1949
- J.M. Elsing, De tocht naar het Paradijsmeer : een roman voor de rijpere jeugd, 1949
- J.M. Elsing, Uit de wildernis, 1954
- J.M. Elsing, Wilde dieren, 1954
- Carl Ewald, In veld en bosch, 1927
- Carl Ewald, Op hei en wei, 1927
- Emiel Fredrix, Fred op reis met de trekvogels, 1932
- Attilio Gatti, Blank en zwart op avontuur, 1948
- Attilio Gatti, Saranga: de pygmee, 1942
- Ellen Gatti, Ku Poli de wildernis in, 1948
- Armand Goossens, Helche van Ameland, 1930
- Wilhelm Hauff, Kleine Muck, 1930
- P. Hilda, Hoe Duimke koning werd,1929
- P. Hilda, De kinderen van mijnheer Fierezoon
- P. Hilda, Het sprookje van houthakker Nelis
- Ilegems, Van dieren en draken, 1960
- Léonard Karel, Het arendsnest: een verhaal uit het Italiaanse bergland, 1930
- Paul Kiroul, Jan Stavast, 1929
- Paul Kiroul, De lotgevallen van Koen en Balten, 1954
- Paul Kiroul, Klokjes van het sprookjeshof : oorspronkelijke sprookjes, 1931
- Paul Kiroul, Het meisje uit de maan, 1930
- Paul Kiroul, Molleken, Krolleken, Piepuit!, 1931
- Paul Kiroul, Prins Ongewenscht, 1929
- Paul Kiroul, De reus van dikke Bello, 1930
- Paul Kiroul, Rozeblommetje, 1929
- Paul Kiroul, Seevetje, 1930
- Paul Kiroul, Het tooverbeursje, 1930
- Paul Kiroul, Van Bommetje en Kooltje Vuur, 1928
- Marie Koenen, Marie Koenen vertelt aan de kinderen, 1933
- Marie Koenen, Het wonderenboek: zeven verhalen, 1936
- John Langenus, Fluitend door de wereld, 1942
- Lombaerde, Jacqui is mijn zusje..., 1941
- Antoon Longertsaey, Lobbe en Sefa, 1928
- Prosper Melis, De wonderbaarlijke luchtreizen van doctor Fast, 1937
- Jef Mennenkens, De blinde prinses, 1929
- Jef Mennekens, Bloemensneeuw en andere verhalen, 1939
- Jef Mennekens, Flikketer en het geluk, 1929
- Jef Mennenkens, Het kistje, 1929
- Jef Mennenkens, De moeder, 1929
- Jef Mennenkens, Sprookjes, 1929
- Jef Mennenkens, Vertellingen, 1937
- Jans Peeters, Holderbolder: een nieuwe reeks kinderverzen, 1952
- Jan Peeters, Kleuterrijmpjes, 1951
- M. Peters, Le français à l'école professionnelle, 1969
- Beppy Plantenga, Joki, de tijgerkat van den beeldhouwer, 1932
- Maurice Renders, Het geheim van de rode eiken: een avontuur van Hans, Hilde en Henk, 1965
- Leo Roelants, Het grote avontuur, 1964
- Leo Roelants, Kijkjes in de dierenwereld, 1964
- A.K. Rottiers, Klein Kongolees vertelselboek, 1956
- H. Scharrelmann, Berni op school, 1937
- Willy Schneider, Langs kunnen naar kennen, 1950-1963
- Stijn Streuvels, Kerstvertelsels, 1929
- Felix Timmermans, Bij de krabbekoker, 1934
- Anton Van de Velde, Halewyn, 1929
- Beppy Van Valkenburg-Plantenga, Hoe Freddy toch een titel kreeg, 1929
- Fons Van Hoor, Jan Peeters, Binnen buiten, 1944-1947
- Leen Van Marcke, Wondertuin : vier vertellingen, 1936
- Luk Van Nerum, Een avontuur in sneeuw en ijs, 1958
- Yvonne Vennekens, Gudrun: een oude sage, 1935
- Yvonne Vennekens, Prinses Sunita : een verhaal uit Indië, 1932
- Jan Vercammen, De muis in de klok: rijmen voor kinderen, 1959
- Maria Vergauwen, Kindervreugd: een schat van liedjes en spelletjes, 1941
- Lo Vermeulen, Bart in de heide-djungel, 1950
- Lo Vermeulen Lo, Karel Jeuninckx, Manko Kapak, 1960
- Lo Vermeulen Lo, Penge, de pygmee, 1955
- Louis Wachters,Toch thuis geraakt,
- Frans Wittemans, Levenszangen met engelenklanken, 1932